# أميرة (لقب)

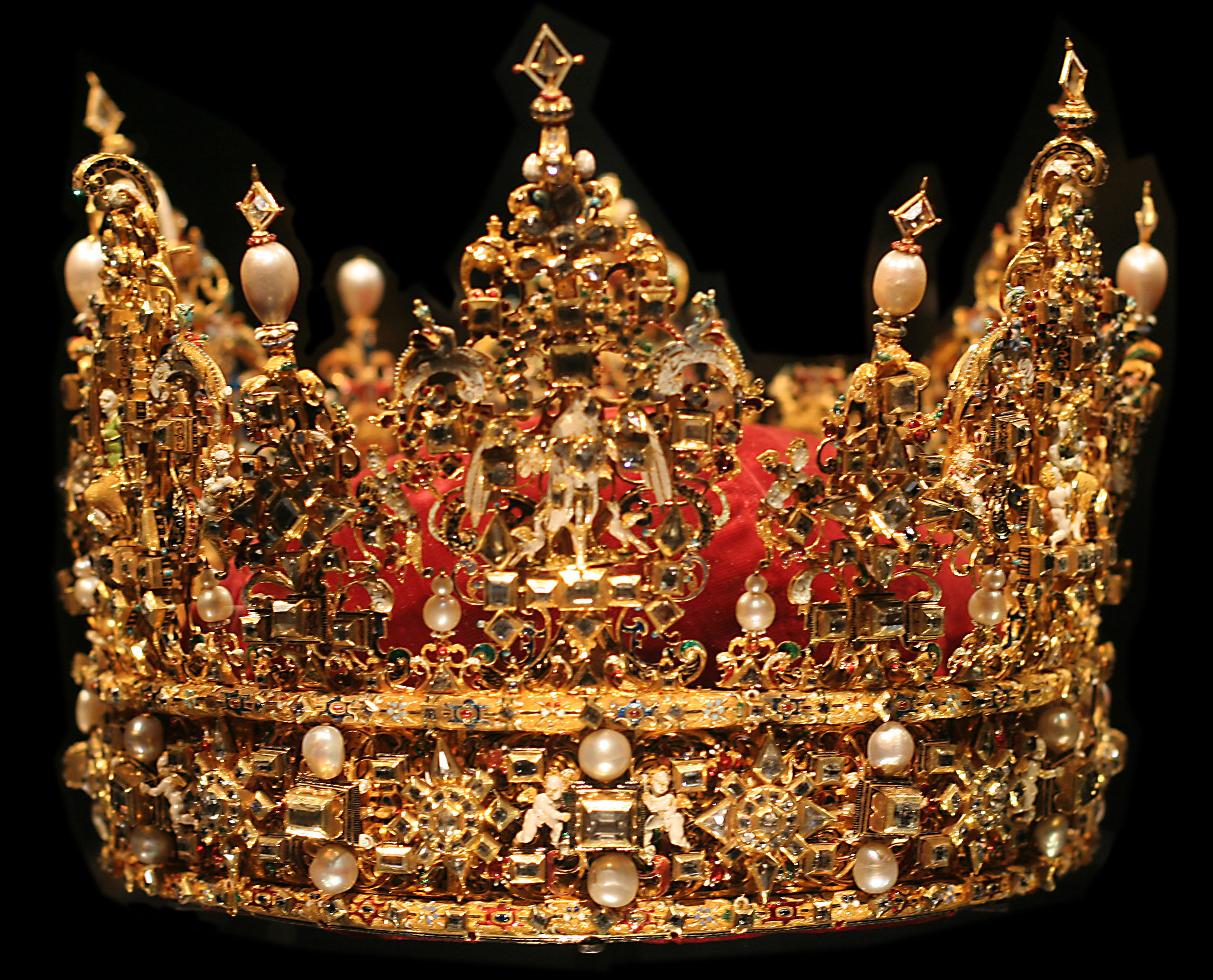

أميرة (بالإنجليزية: Princess) هي رتبة ملكية مؤنثة تعادل لقب أمير. تم اشتقاقها من اللاتينية princeps. في معظم الأحيان، كان يُستخدم هذا المصطلح للإشارة إلى زوجة أمير أو بنات الملك أو الأمير ذي السيادة.